# ديف فيوينت
ديف فيوينت (بالإنجليزية: Dave Fuente)‏ هو شخصية أعمال أمريكي، ولد في 1945.